# Eudorcas
Genre
Eudorcas est un genre de mammifères artiodactyles de la famille des Bovidés.

## Liste des espèces
Selon ITIS (17 septembre 2017) et Mammal Species of the World (version 3, 2005)  (17 septembre 2017) :
- Eudorcas rufifrons (Gray, 1846) - Gazelle à front roux[3]
- Eudorcas rufina (Thomas, 1894) - Gazelle rouge[4]
- Eudorcas thomsonii (Günther, 1884) - Gazelle de Thomson[5]

Auxquels on peut ajouter Eudorcas albonotata, considérée soit comme une sous-espèce d'Eudorcas rufifrons, soit comme une espèce à part entière.